# Camí Antic de València
El Camí Antic de València és un carrer del barri del Poblenou de la ciutat de Barcelona. El traçat d'aquest carrer transcorre sobre una antiga via de comunicació de la ciutat de Barcelona. Aquest camí tenia els seus orígens als camins romans que comunicaven la ciutat de Bàrcino amb la Via Augusta, unes vies que van seguir en ús al llarg de l'edat mitjana i de l'època moderna.
El Camí Antic de València és un dels carrers amb més història del barri del Poblenou; el tram entre la rambla del Poblenou i el carrer de Fluvià forma part d'un antic camí que travessa la plana del Baix Llobregat del Barcelonès des del Garraf fins a Montgat.
Als segles ix i x era conegut amb els noms de Via Lacunam i Via Marina. No es coneix amb exactitud quan adopta el nom actual, però possiblement fou als voltants dels segles xvii o XVIII. L'actual denominació es pot verificar des de mitjan segle xix. Segons la Guia de J. Roca i Roca (1884 i 1895), era la carretera o camí veïnal que unia el Poblenou amb Horta.
El seu recorregut paral·lel a la costa fa intuir una estreta relació amb el comerç marítim.